# 22-ра СС доброволческа кавалерийска дивизия Мария Тереза
22-ра СС доброволческа кавалерийска дивизия „Мария Тереза“ (на немски: 22. SS-Freiwilligen-Kavallerie-Division „Maria Theresia“) е сформирана на 29 април 1944 година от унгарски доброволци (де факто подлежащи на военна служба унгарски германци).
След падането на Будапеща под съветски контрол през февруари 1945 г. дивизията е почти напълно разбита. Остатъците от нея, намиращи се вън от обсадения град, са използвани за съставянето на 37-а СС доброволческа кавалерийска дивизия Лютцов.